# Höllweg 1 (Hausen)

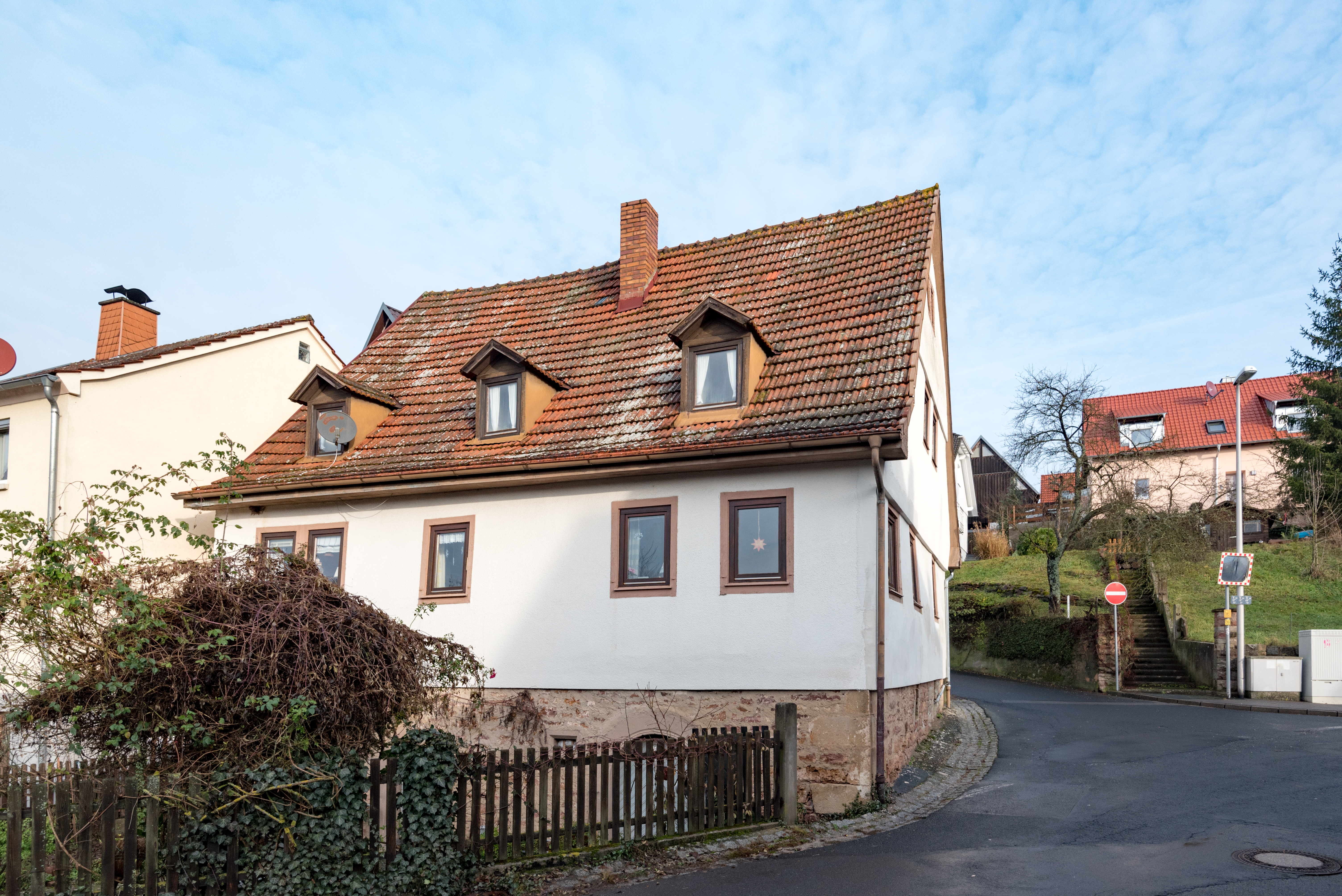
Höllweg 1 in Hausen

Das Anwesen Höllweg 1 im bayerischen Hausen, einem Stadtteil des Kurortes Bad Kissingen im unterfränkischen Landkreis Bad Kissingen, gehört zu den Bad Kissinger Baudenkmälern und ist unter der Nummer D-6-72-114-180 in der Bayerischen Denkmalliste registriert.

## Geschichte
Laut Bezeichnung an der Kellerpforte entstand das Wohngebäude im Jahr 1595. Bei dem Anwesen handelt es sich um einen eingeschossigen, verputzten Satteldachbau. Hinter der glatt verputzten und stark modernisiert wirkenden Fassade handelt es sich bei dem Gebäude wahrscheinlich um ein altertümliches Fachwerkhaus. Das Sockelgeschoss zeigt eine nachgotische profilierte Türumrahmung mit der Bezeichnung „1595“.